# Mostič
Mostič (nem. Brückl) je tržna občina v političnem okraju Šentvid ob Glini na Koroškem na (zgodovinski) meji dvojezičnega ozemlja, o čemer pričajo zgodovinski popisi prebivalstva in m.dr. (nepopolna) dvojezična toponimija.

## Geografija

### Lega
Mostič leži na sotočju manjše Krčice in reke Krke, med Štalensko goro in Svinško planino.

### Vasi in zaselki
Tržna občina je sestavljena iz 5 katastrskih občin: Mostič (Brückl), Šentjanška gora (Johannserberg), Labegg, Šentlipš (Sankt Filippen) in Schmieddorf. 
Občino tvori 20 vasi in zaselkov (v oklepaju število prebivalcev, stanje 2001)):
| - Baren - Sankt Gregorn (22) - Čuta Tschutta (14) - Dešinje - Ochsendorf (124) - Dobrava - Hart (29) - Hrovače - Krobathen (217) - Kovače - Schmieddorf (32) - Krejčice - Gretschitz | - Krištofova Gora, narečno Krištof - Christofberg (19) - Labek (narečno Lobek) - Labegg (19) - Mihelska Gora - Michaelerberg (17) - Mostič - Brückl (1.852) - Pirka - Pirkach (37) - Strmec - Krainberg (24) - Šentjanška gora - Johannserberg (59) | - Šentlipš - Sankt Filippen (326) - Šentpeterski grad - Eppersdorf (79) - Šenturh na Šentjaški gori - Sankt Ulrich am Johannserberg (84) - Uha vas ali Potoče - Hausdorf (70) - Zgornje Hreble - Oberkrähwald (1) - Žalha vas - Salchendorf (55) - Železen (Zelezen, narečno Zeleze ali Železe) - Selesen (30) |

## Zgodovina
S prihodom Slovanov v 6. st. in ustanovitvijo Karantanije postane širše področje del tudi slovenske kulturne zgodovine. Prvič se omenja območje v listini 831. 927 je prvič omenjena cekev sv. Lovrenca (Šentlovrenc) nad Mostičem (sam svetnik pa je bil med izredno priljubljenimi v prvem obdobju pokristjanjevanja karantanskih Slovanov. 
Iz karantanske dobe so ostali sledovi v skupni lastninski strukturi gozdov na Krištofovi gori kmetov v dolini. Krištofova gora oz. cerkev na njenem vrhu je bila ustanovljena s strani benediktinskega samostana v Šentpavlu v Labotski dolini, ki je imel tudi posestva v Mežiški dolini, tako da je tu skozi stoletja potekala slovenska božja pot, kot je to tudi nekdaj prikazal slovenski križev pot v cerkvi.
Kraj je bil prvotno imenovan po Goričici, kasneje šele se je od. 16. st. dalje kraj imenoval po mostu nad reko: Mostič. 
Od poznega srednjega veka najdemo fužinarstvo in delavnice verig, tudi samo ime naselja Železen (nem. Selesen) naznanja obstoj rude v kraju. 1838 je bil ustanovljen livarski obrat. V 20. st. je prisotna kemična industrija. Zgodnja industrijalizacija in zgodovinska orientacija kraja proti severu sta precej prispevali k razvoju narodnostnih razmer, saj se je v 2. polovici 19. stoletja področje precej germaniziralo.
1849 je bila ustanovljena občina Šentjanž na Mostiču, ki je bila preimenovana leta 1935 v Mostič. Od leta 1963 je Mostič tržna občina.

## Slovensko narečje
Zgodovinsko prištejemo zahodne obronke Svinške planine ter obronke Krištofove gore (Šentlipš) že k širšemu narečnem področju rožanščine ( oz. ju moramo prišteti k področju prehodnega podnarečja/govora Celovškega polja ) (medtem ko prištejemo zahodne obronke Svinške planine k slovenskem narečnem področju podjunščine)

## Prebivalstvo

### Zgodovinska slika
Po zadnjem Avstro-Ogrskem popisu prebivalstva iz leta 1910 je okoli 11% prebivalcev takratne občine Mostič (Brückl) navedlo slovenščino kot svoj vsakdanji pogovorni jezik.
| Občina        | Število slovensko govorečih 1910 | Število nemško govorečih 1910 |
| ------------- | -------------------------------- | ----------------------------- |
| Mostič/Brückl | 227 (11%)                        | 1906 (89%)                    |

### Danes
Po štetju 2001 ima Mostič 3.110 prebivalcev, od tej je 96,7 % avstrijskih državljanov. 85,9 % je pripadnikov rimsko-katoliške cerkve, 3,7 % evangeličanov in 0,8 % muslimanov. 7,0 % prebivalcev je brez veroizpovedi.

## Kultura in znamenitosti
- Župnijska cerkev Sv. Janeza Krstnika (pozna gotika)
- Župnijska cerkev Sv. Filipa in Jakoba v Šentlipšu
- Župnijska cerkev Šenturh na Šentjanški gori (pozna gotika)
- podružniška cekev Šentlovrenc na Šentjanški gori (romanika s poslikavo okoli 1200)
- podružniška cerkev Sv. Andreja v Krejčicah na Šentjanški gori (gotika)
- podružniška cerkev „14 pomočnikov v sili“ v Železnu
- Dvorec Eppersdorf

## Galerija slik
- Cerkev Sv. Andreja v Krejčicah na Šentjanški gori
- Šentlovrenc na Šentjanški gori
- Župnijska cerkev Sv. Filipa in Jakoba v Šentlipšu
- Dvorec Eppersdorf